# Jozef Bíreš
Jozef Bíreš (* 7. března 1956 Banská Bystrica) je slovenský politik, veterinář a vysokoškolský pedagog, od května do října 2023 ministr zemědělství a rozvoje venkova SR ve vládě Ľudovíta Ódora.

## Život
V letech 1976 až 1981 absolvoval studium veterinárního lékařství na Univerzitě veterinárního lékařství a farmacie v Košicích (UVLF).
V letech 1989 až 1992 působil jako vedoucí Oddělení ovčích nemocí ve Výzkumném ústavu veterinární medicíny v Košicích. V letech 1998 až 2000 působil jako prorektor UVLF, v letech 2002 až 2003 byl ředitelem Výzkumného ústavu veterinární medicíny UVLF.
V letech 2003 až 2007 byl ústředním ředitelem Státní veterinární a potravinové správy SR v Bratislavě (ŠVPS SR), v letech 2007 až 2010 vyučoval na UVLF. V letech 2010 až 2023 působil jako generální tajemník služebního úřadu ŠVPS SR.
V květnu 2023 se stal ministrem zemědělství a rozvoje venkova v úřednické vládě Ľudovíta Ódora. Tím byl až do října téhož roku.